# Beausemblant
Beausemblant és un municipi francès situat al departament de la Droma i a la regió d'Alvèrnia-Roine-Alps. L'any 2007 tenia 1.261 habitants.

## Demografia

### Població
El 2007 la població de fet de Beausemblant era de 1.261 persones. Hi havia 481 famílies de les quals 109 eren unipersonals (35 homes vivint sols i 74 dones vivint soles), 145 parelles sense fills, 176 parelles amb fills i 51 famílies monoparentals amb fills.
La població ha evolucionat segons el següent gràfic:
Habitants censats

### Habitatges
El 2007 hi havia 518 habitatges, 483 eren l'habitatge principal de la família, 16 eren segones residències i 19 estaven desocupats. 466 eren cases i 51 eren apartaments. Dels 483 habitatges principals, 385 estaven ocupats pels seus propietaris, 89 estaven llogats i ocupats pels llogaters i 9 estaven cedits a títol gratuït; 3 tenien una cambra, 17 en tenien dues, 39 en tenien tres, 145 en tenien quatre i 279 en tenien cinc o més. 395 habitatges disposaven pel capbaix d'una plaça de pàrquing. A 179 habitatges hi havia un automòbil i a 283 n'hi havia dos o més.

### Piràmide de població
La piràmide de població per edats i sexe el 2009 era:
| Homes | Edats   | Dones |
| ----- | ------- | ----- |
| 0     | 95 o +  | 0     |
| 4     | 90 a 94 | 4     |
| 4     | 85 a 89 | 12    |
| 4     | 80 a 84 | 12    |
| 12    | 75 a 79 | 16    |
| 16    | 70 a 74 | 20    |
| 28    | 65 a 69 | 20    |
| 8     | 60 a 64 | 16    |
| 40    | 55 a 59 | 28    |
| 32    | 50 a 54 | 32    |
| 44    | 45 a 49 | 44    |
| 40    | 40 a 44 | 44    |
| 52    | 35 a 39 | 28    |
| 36    | 30 a 34 | 52    |
| 4     | 25 a 29 | 20    |
| 8     | 20 a 24 | 4     |
| 32    | 15 a 19 | 44    |
| 44    | 10 a 14 | 32    |
| 48    | 5 a 9   | 28    |
| 24    | 0 a 4   | 40    |

## Economia
El 2007 la població en edat de treballar era de 804 persones, 578 eren actives i 226 eren inactives. De les 578 persones actives 523 estaven ocupades (286 homes i 237 dones) i 53 estaven aturades (28 homes i 25 dones). De les 226 persones inactives 92 estaven jubilades, 71 estaven estudiant i 63 estaven classificades com a «altres inactius».

### Ingressos
El 2009 a Beausemblant hi havia 488 unitats fiscals que integraven 1.309 persones, la mediana anual d'ingressos fiscals per persona era de 17.892 €.

### Activitats econòmiques
Dels 135 establiments que hi havia el 2007, 3 eren d'empreses extractives, 1 d'una empresa alimentària, 1 d'una empresa de fabricació d'elements pel transport, 3 d'empreses de fabricació d'altres productes industrials, 15 d'empreses de construcció, 13 d'empreses de comerç i reparació d'automòbils, 32 d'empreses de transport, 1 d'una empresa d'hostatgeria i restauració, 2 d'empreses d'informació i comunicació, 11 d'empreses financeres, 15 d'empreses immobiliàries, 28 d'empreses de serveis, 5 d'entitats de l'administració pública i 5 d'empreses classificades com a «altres activitats de serveis».
Dels 13 establiments de servei als particulars que hi havia el 2009, 2 eren tallers de reparació d'automòbils i de material agrícola, 1 paleta, 3 fusteries, 1 lampisteria, 2 electricistes, 3 perruqueries i 1 restaurant.
Dels 6 establiments comercials que hi havia el 2009, 1 era una gran superfície de material de bricolatge, 1 una fleca, 1 una botiga de roba, 1 una botiga de material esportiu, 1 un drogueria i 1 una floristeria.
L'any 2000 a Beausemblant hi havia 26 explotacions agrícoles que ocupaven un total de 689 hectàrees.

## Equipaments sanitaris i escolars
El 2009 hi havia una escola elemental.

## Poblacions més properes
El següent diagrama mostra les poblacions més properes.